# Języki chińsko-tybetańskie
Niektóre z zamieszczonych tu informacji wymagają weryfikacji.
Dokładniejsze informacje o tym, co należy poprawić, być może znajdują się w dyskusji tego artykułu.
 Po wyeliminowaniu niedoskonałości należy usunąć szablon {{Dopracować}} z tego artykułu.
Języki chińsko-tybetańskie (sino-tybetańskie) – hipotetyczna rodzina językowa, do której należą języki używane na terenie Azji Wschodniej i Południowo-Wschodniej. Językami tymi posługuje się ponad miliard ludzi.
Uwaga: Ponieważ brakuje dowodów na pokrewieństwo (pochodzenie od wspólnego przodka) języków chińskich i tybetańskich, współczesne językoznawstwo coraz częściej odchodzi od hipotezy rodziny chińsko-tybetańskiej na rzecz wyróżniania ligi językowej obejmującej dwie rodziny – chińską (sinicką) i tybeto-birmańską, które wskutek długiego obcowania ze sobą nabrały szeregu wspólnych cech (tonalność, monosylabiczność morfemów itp.). 
Nawet termin „języki tybetańsko-birmańskie” w nowszych badaniach używany jest nie jako określenie rodziny językowej, lecz tylko jako collectivum dla sześciu grup językowych, co oznacza, że nowsze ustalenia kwestionują genetyczną jedność języków tybeto-birmańskich. 

## Klasyfikacja języków
1. Grupa sinicka
- archaiczny język chiński (guwen)
- klasyczny język chiński (wenyan)
- język średnio-chiński
- języki chińskie współczesne
  - północne języki chińskie (języki mandaryńskie)
    - pekiński
    - standardowy chiński – putonghua/guoyu
    - nankiński

  - południowe języki chińskie
    - grupa wu
    - grupa min
    - grupa yue
    - grupa gan
    - grupa hakka
    - grupa xiang

2. Grupa bodyjska (tybetańska)
- tybetański
  - klasyczny język tybetański
  - współczesny język tybetański
- języki himalajskie
  - balti
  - dzongkha

3. Grupa birmańska
- język si-sia
- język pai-lang
- język pyu (Birma)
- języki birmańskie
  - birmański
  - bodo
  - czin
  - garo
  - hani
  - kaczin
  - lisu
  - magar
  - manipuri
  - miri
  - mizo
  - murmi
  - newari
  - rai
  - tripuri
- język lolo
- język naga

4. Grupa baryjska
5. Grupa kareńska